# Liste der Palais in Wien
Die Liste der Palais in Wien umfasst sowohl bestehende als auch bereits abgerissene Palais in Wien. Ein großer Teil der Palais befindet sich im historischen Stadtkern, der Inneren Stadt, etliche davon als Ringstraßenpalais entlang der Wiener Ringstraße.
Der Begriff des Stadtpalais bezeichnet, historisch gesehen, einen meist adeligen, repräsentativen Wohnsitz, eine herrschaftliche Residenz. Zur Vermarktung von Immobilien werden neuerdings auch Gebäude als Palais bezeichnet, die nicht als Palast erbaut worden sind. Beispiele in Wien sind Palais Ferstel, aktuelle Bezeichnung für ein historisches Bank- und Börsengebäude, Palais Dorotheum, Bezeichnung für das Hauptgebäude eines Auktionshauses, und Palais Hansen, als Hotel erbaut und später Sitz von Magistratsdienststellen. Das historische Niederösterreichische Landhaus in Wien wird seit der Übersiedlung von Landtag und Landesregierung nach St. Pölten als Palais Niederösterreich bezeichnet.
Die Liste ist folgendermaßen aufgebaut:
- Name: Da viele Palais wechselnde Besitzer hatten, sind sie oft auch unter unterschiedlichen Namen bekannt, daher werden mitunter Doppelnamen angeführt, auch wenn diese in der Praxis nicht verwendet werden. Die Reihenfolge der Namen richtet sich dann nach der Chronologie der Eigentumsverhältnisse. Hatte ein Besitzer mehrere Palais, die keinen Doppelnamen führen, so wird zur Unterscheidung der Straßenname angeführt.
- Bezirk und Adresse: Nummer des Wiener Gemeindebezirks und Adresse
- Baujahr: Unter Baujahr wird das Fertigstellungsjahr angegeben. Da viele Palais mehrmals umgebaut oder renoviert wurden, bezieht sich die Jahreszahl immer auf den Erstzustand. Bei ehemaligen Palais ist das Abbruchjahr angegeben.
- Architekt: Als Architekt wird immer der für die Erstausführung verantwortliche Architekt genannt.
- Stil: Es werden nur Hauptstilrichtungen angegeben und keine detailliertere Klassifizierung (z. B. Historismus und nicht Neorenaissance).
- Anmerkung: Weitere Informationen zum Palais, z. B. heutige Nutzung.

## Bestehende Palais
| Name                                   | Bezirk und Adresse                                                                | Baujahr   | Architekt                                                           | Stil                    | Anmerkung | Bild                                    |
| -------------------------------------- | --------------------------------------------------------------------------------- | --------- | ------------------------------------------------------------------- | ----------------------- | --- | --------------------------------------- |
| Abensperg-Traun                        | 1., Weihburggasse 26 48° 12′ 19″ N, 16° 22′ 33″ O                                 | 1874      | Ludwig Tischler                                                     | Historismus             | | Palais Abensperg-Traun                  |
| Angerer                                | 9., Rooseveltplatz 15–16 48° 12′ 59″ N, 16° 21′ 35″ O                             | 1877      | Emil von Förster                                                    | Historismus             | Hotel Regina | Palais Angerer                          |
| Apostolische Nuntiatur                 | 4., Theresianumgasse Ecke Viktorgasse 48° 11′ 29″ N, 16° 22′ 23″ O                | 1913      | Pietro Palumbo                                                      | Historismus             | | Palais der Apostolischen Nuntiatur      |
| Apponyi                                | 4., Johann-Strauß-Gasse 7 48° 11′ 21″ N, 16° 22′ 0″ O                             | 1880      | Viktor Rumpelmayer                                                  | Historismus             | | Palais Apponyi                          |
| Auersperg                              | 8., Auerspergstraße 1 48° 12′ 27″ N, 16° 21′ 18″ O                                | 1710      | Johann Bernhard Fischer von Erlach und Johann Lucas von Hildebrandt | Barock                  | | Palais Auersperg                        |
| Augarten                               | 2., Obere Augartenstraße 1 48° 13′ 20″ N, 16° 22′ 46″ O                           | 1692      | Johann Bernhard Fischer von Erlach                                  |                         | Sitz der Wiener Sängerknaben; historisch: Alte Favorita | Augarten Palais                         |
| Bartolotti-Partenfeld                  | 1., Graben 11, Dorotheergasse 2–4 48° 12′ 29″ N, 16° 22′ 11″ O                    | 1720      | Johann Lucas von Hildebrandt                                        | Barock                  | | Palais Bartolotti-Partenfeld            |
| Batthyány-Schönborn                    | 1., Renngasse 4 48° 12′ 43″ N, 16° 22′ 0″ O                                       | 1706      | Johann Bernhard Fischer von Erlach                                  | Barock                  | | Palais Schönborn-Batthyány              |
| Batthyány-Strattmann                   | 1., Herrengasse 19, Ecke Bankgasse 48° 12′ 39″ N, 16° 21′ 52″ O                   | 1718      | Christian Alexander Oedtl                                           | Barock                  | ehem. Palais Orsini-Rosenberg, ehem. Hotel Klomser (Alfred Redl†) | Palais Batthyány                        |
| Bauer                                  | 9., Türkenstraße 17 48° 13′ 4″ N, 16° 21′ 47″ O                                   | 1861      | Franz von Neumann der Ältere                                        | Historismus             | | Palais Bauer                            |
| Bellegarde                             | 2., Praterstraße 17, Große Mohrengasse 10 48° 12′ 49″ N, 16° 22′ 54″ O            | 1780      | Amadé Demarteau                                                     | Barock                  | | Palais Bellegarde                       |
| Blankenstein                           | 1., Kohlmarkt 14 48° 12′ 31″ N, 16° 22′ 2″ O                                      | 1792      | unbekannt                                                           | Klassizismus            | Demel | Palais Blankenstein                     |
| Böhler                                 | 4., Theresianumgasse 27 48° 11′ 29″ N, 16° 22′ 25″ O                              | 1905      | Karl König                                                          | Historismus             | Technische Universität Wien, Fraunhofer Research Austria GmbH | Palais Böhler                           |
| Bourgoing                              | 3., Metternichgasse 12 48° 11′ 48″ N, 16° 22′ 56″ O                               | 1890      | Amand Louis Bauqué und Albert Emilio Pio                            | Historismus             | | Palais Bourgoing – Metternichgasse 12   |
| Bourgoing-Rothschild                   | 3., Metternichgasse 8 48° 11′ 49″ N, 16° 22′ 56″ O                                | 1891      | Amand Louis Bauqué und Albert Emilio Pio                            | Klassizismus            | Zweigstelle der Musikhochschule | Palais Bourgoing – Metternichgasse 8    |
| Brassican-Wilczek                      | 1., Herrengasse 5 48° 12′ 31″ N, 16° 21′ 58″ O                                    | 1722      | Anton Ospel                                                         | Barock                  | | Palais Brassican Wilczek                |
| Bratmann-Thorsch                       | 3., Metternichgasse 4 48° 11′ 52″ N, 16° 22′ 56″ O                                | 1899      | Friedrich Schachner                                                 | Historismus             | Chinesische Botschaft | Palais Bratmann-Metternich              |
| Caprara-Geymüller                      | 1., Wallnerstraße 8 48° 12′ 37″ N, 16° 21′ 57″ O                                  | 1698      | Domenico Egidio Rossi                                               | Barock                  | | Palais Caprara-Geymüller                |
| Cavriani                               | 1., Bräunerstraße 8 48° 12′ 29″ N, 16° 22′ 7″ O                                   | 1723?     | unbekannt                                                           | Barock                  | | Palais Cavriani                         |
| Chotek                                 | 9., Währinger Straße 28 48° 13′ 8″ N, 16° 21′ 29″ O                               | 1871      | Lothar Abel                                                         | Historismus             | | Palais Chotek                           |
| Clam-Gallas                            | 9., Währinger Straße 30 48° 13′ 12″ N, 16° 21′ 27″ O                              | 1835      | Heinrich Koch                                                       | Klassizismus            | Französisches Kulturinstitut | Palais Clam-Gallas                      |
| Coburg                                 | 1., Seilerstätte 1–3 48° 12′ 21″ N, 16° 22′ 36″ O                                 | 1845      | Karl Schleps                                                        | Klassizismus            | Hotel mit Gourmetrestaurant | Palais Coburg                           |
| Collalto                               | 1., Am Hof 13 48° 12′ 41″ N, 16° 22′ 7″ O                                         | 1628      | Giovanni Pieroni                                                    | Barock                  | | Palais Collalto                         |
| Colloredo                              | 4., Waaggasse 4 48° 11′ 43″ N, 16° 21′ 57″ O                                      | 1874      | Theodor Hoppe                                                       | Historismus             | | Palais Colloredo                        |
| Colloredo-Mansfeld                     | 1., Zedlitzgasse 8 / Parkring 6 48° 12′ 23″ N, 16° 22′ 45″ O                      | 1865      | Johann Romano und August Schwendenwein                              | Historismus             | | Palais Colloredo-Mansfeld               |
| Corbelli-Schoeller                     | 1., Johannesgasse 7 48° 12′ 18″ N, 16° 22′ 22″ O                                  | 1709      | Johann Lucas von Hildebrandt                                        | Barock                  | Institut für europäische Studien | Palais Corbelli-Schöller                |
| Cumberland                             | 14., Penzinger Straße 7–9 48° 11′ 21″ N, 16° 18′ 45″ O                            | 1744      | unbekannt                                                           |                         | Botschaft der Tschechischen Republik, Max Reinhardt Seminar | Palais Cumberland                       |
| Damian                                 | 8., Lange Gasse 53 48° 12′ 41″ N, 16° 21′ 5″ O                                    | 1700      | Matthias Gerl                                                       | Barock                  | Sitz des Österreichischen Kriegsopferverbandes | Palais Damian                           |
| Daun-Kinsky                            | 1., Freyung 4 48° 12′ 42″ N, 16° 21′ 50″ O                                        | 1719      | Johann Lucas von Hildebrandt                                        | Barock                  | | Palais Daun-Kinsky                      |
| Dietrichstein                          | 1., Dorotheergasse Ecke Bräunerstraße 48° 12′ 27″ N, 16° 22′ 8″ O                 | 1699      | unbekannt                                                           | Barock                  | Musikalienverlag Ludwig Doblinger | Palais Dietrichstein                    |
| Dietrichstein-Lobkowitz                | 1., Lobkowitzplatz 2 48° 12′ 20″ N, 16° 22′ 5″ O                                  | 1694      | Giovanni Pietro Tencalla                                            | Barock                  | | Palais Dietrichstein-Lobkowitz          |
| Palais Dietrichstein (Minoritenplatz)  | 1., Minoritenplatz 3 48° 12′ 33″ N, 16° 21′ 47″ O                                 | 1755      | Franz Anton Hillebrandt                                             | Barock                  | Nutzung durch das Außenministerium | Palais Dietrichstein                    |
| Dorotheum                              | 1., Dorotheergasse 17 48° 12′ 22″ N, 16° 22′ 6″ O                                 | 1901      | Emil von Förster                                                    | Historismus             | Auktionshaus, nie Palais gewesen | Palais Dorotheum                        |
| Dumba                                  | 1., Parkring 4 48° 12′ 24″ N, 16° 22′ 46″ O                                       | 1866      | Johann Romano und August Schwendenwein                              | Historismus             | | Palais Palais Dumba                     |
| Ehrbar                                 | 4., Mühlgasse 28 48° 11′ 48″ N, 16° 21′ 45″ O                                     | 1877      | Josef Weninger                                                      | Historismus             | | Palais Ehrbar                           |
| Ephrussi                               | 1., Universitätsring 14                                                           | 1873      | Theophil von Hansen                                                 | Historismus             | | Palais Ephrussi                         |
| Epstein                                | 1., Dr.-Karl-Renner-Ring 1 48° 12′ 23″ N, 16° 21′ 33″ O                           | 1871      | Theophil von Hansen                                                 | Historismus             | Büros des benachbarten Parlaments, zuvor Stadtschulrat für Wien | Palais Epstein                          |
| Equitable                              | 1., Stock-im-Eisen-Platz 3 48° 12′ 28″ N, 16° 22′ 17″ O                           | 1891      | Andreas Streit                                                      | Historismus             | | Palais Équitable                        |
| Erdödy-Fürstenberg                     | 1., Himmelpfortgasse 13 48° 12′ 20″ N, 16° 22′ 25″ O                              | 1724      | unbekannt                                                           | Barock                  | | Palais Erdödy-Fürstenberg               |
| Erlanger                               | 4., Argentinierstraße 33 48° 11′ 39″ N, 16° 22′ 25″ O                             | 1866      | Friedrich Schachner                                                 | Historismus             | | Palais Erlanger                         |
| Erzbischöfliches Palais                | 1., Rotenturmstraße 2 48° 12′ 33″ N, 16° 22′ 23″ O                                | 1632      |                                                                     |                         | Sitz des Erzbischofs von Wien, Dom- und Diözesanmuseum | Erzbischöfliches Palais                 |
| Erzherzog Albrecht                     | 1., Albertinaplatz Ecke Augustinerstraße 48° 12′ 16″ N, 16° 22′ 4″ O              | 1742      | unbekannt                                                           | Klassizistischer Barock | Grafiksammlung und Kunstmuseum Albertina | Palais Erzherzog Albrecht               |
| Erzherzog Carl Ludwig                  | 4., Favoritenstraße 7 48° 11′ 44″ N, 16° 22′ 10″ O                                | 1780      | Adalbertus Hild, Heinrich von Ferstel                               |                         | | Palais Erzherzog Karl Ludwig            |
| Erzherzog Karl                         | 1., Seilerstätte 30 / Annagasse 20 / Krugerstraße 19 48° 12′ 14″ N, 16° 22′ 23″ O |           | Franz Anton Pilgram                                                 |                         | Haus der Musik mit Museum der Wiener Philharmoniker; auch Ypsilanti-Palais; 1707–1788 Versatz- und Fragamt, Vorgänger des Dorotheums | Palais Erzherzog Karl-Ypsilanti         |
| Erzherzog Ludwig Viktor                | 1., Schwarzenbergplatz 1 48° 12′ 4″ N, 16° 22′ 29″ O                              | 1869      | Heinrich von Ferstel                                                | Historismus             | | Palais Erzherzog Ludwig Viktor          |
| Erzherzog Wilhelm                      | 1., Parkring 8 48° 12′ 22″ N, 16° 22′ 44″ O                                       | 1867      | Theophil von Hansen                                                 | Historismus             | Hauptquartier der Deutschmeister | Palais Erzherzog Wilhelm-Deutschmeister |
| Eskeles                                | 1., Dorotheergasse 11 48° 12′ 26″ N, 16° 22′ 10″ O                                | 1830      | unbekannt                                                           | Klassizismus            | Jüdisches Museum der Stadt Wien | Palais Eskeles-Nákó                     |
| Esterházy (Wallnerstraße)              | 1., Wallnerstraße 4 48° 12′ 35″ N, 16° 22′ 1″ O                                   | 1695      | Francesco Martinelli                                                | Klassizistischer Barock | | Palais Esterházy                        |
| Grundemann-Esterházy                   | 1., Kärntner Straße 41 48° 12′ 16″ N, 16° 22′ 13″ O                               | 1678      | unbekannt                                                           | Barock                  | Casino Wien der Casinos Austria AG | Palais Grundemann-Esterházy             |
| Fanto                                  | 3., Schwarzenbergplatz 6 48° 11′ 57″ N, 16° 22′ 39″ O                             | 1918      | Ernst Gotthilf und Alexander Neumann                                | Historismus             | Arnold Schönberg Center Öst. Branntweinmonopol | Palais Fanto                            |
| Fellner                                | 1., Franz-Josefs-Kai 41 48° 12′ 52″ N, 16° 22′ 23″ O                              | 1861      | Wilhelm Grohs                                                       | Historismus             | | Palais Fellner                          |
| Ferstel                                | 1., Freyung 2/Herrengasse 14 48° 12′ 38″ N, 16° 21′ 56″ O                         | 1860      | Heinrich von Ferstel                                                | Historismus             | Als Bank- und Börsengebäude erbaut, de facto nie Palais gewesen | Palais Ferstl                           |
| Festetics                              | 9., Berggasse 16 48° 13′ 5″ N, 16° 21′ 45″ O                                      | 1858      | Johann Romano und August Schwendenwein                              | Historismus             | Dienststellen der Wirtschaftskammer Wien | Palais Festetics                        |
| Fürstenberg-Hazenberg                  | 1., Grünangergasse/Domgasse 48° 12′ 28″ N, 16° 22′ 30″ O                          | 1707      | Antonio Beduzzi                                                     | Barock                  | Sitz des Hauptverbands des österreichischen Buchhandels | Palais Fürstenberg                      |
| Gatterburg                             | 1., Dorotheergasse 12 48° 12′ 26″ N, 16° 22′ 9″ O                                 | 1698      | Christian Alexander Oedtl                                           | Barock                  | | Palais Gatterburg                       |
| Gomperz                                | 1., Kärntner Ring 3 48° 12′ 9″ N, 16° 22′ 14″ O                                   | 1861      | Ludwig Förster                                                      | Historismus             | | Palais Gomperz                          |
| Grassalkovics (Grassalkovich)          | 2., Obere Augartenstraße 40 48° 13′ 19″ N, 16° 22′ 34″ O                          | 1787      | unbekannt                                                           | Klassizismus            | Wiener Tourismusverband | Palais Grassalkovich                    |
| Gutmann                                | 1., Beethovenplatz 3 48° 12′ 8″ N, 16° 22′ 36″ O                                  | 1871      | Carl Tietz                                                          | Historismus             | | Palais Gutmann                          |
| Gutmann (Schwarzenbergplatz)           | 1., Schwarzenbergplatz 10                                                         | 1875/77   | Heinrich Claus und (Josef) Gross                                    | Historismus             | Palais David Ritter von Gutmann (1834–1912) | Palais Gutmann                          |
| Palais Pranter-Haas                    | 4., Waaggasse 6 48° 11′ 43″ N, 16° 21′ 56″ O                                      | 1875      | Friedrich Schachner                                                 | Historismus             | | Palais Haas                             |
| Hardegg                                | 1., Freyung 1 48° 12′ 40″ N, 16° 21′ 57″ O                                        | 1847      | Johann Romano und August Schwendenwein                              | Historismus             | | Palais Hardegg                          |
| Hansen                                 | 1., Schottenring 20–26 48° 12′ 59″ N, 16° 22′ 7″ O                                | 1873      | Theophil Hansen und Heinrich Förster                                | Historismus             | Als Hotel erbaut, nie Palais gewesen; nach anderen Nutzungen Haus der Kempinski-Kette (ab 2013) | Palais Ehrbar                           |
| Harrach                                | 1., Freyung 3 48° 12′ 41″ N, 16° 21′ 52″ O                                        | 1696      | Domenico Martinelli und Christian Alexander Oedtl                   | Barock                  | | Palais Harrach                          |
| Helfert                                | 1., Parkring 18 48° 12′ 14″ N, 16° 22′ 36″ O                                      | 1873      | Ludwig Tischler                                                     | Historismus             | | Palais Helfert                          |
| Henckel von Donnersmarck               | 1., Weihburggasse 32 48° 12′ 16″ N, 16° 22′ 38″ O                                 | 1872      | Johann Romano und August Schwendenwein                              |                         | SAS-Palais-Hotel | Palais Henckel von Donnersmarck         |
| Herberstein                            | 1., Michaelerplatz 1 48° 12′ 30″ N, 16° 21′ 58″ O                                 | 1897      | Karl König                                                          | Historismus             | Café Griensteidl | Palais Herberstein                      |
| Herzog Philipp von Württemberg         | 1., Kärntner Ring 16 48° 12′ 4″ N, 16° 22′ 23″ O                                  | 1865      | Arnold Zenetti und Heinrich Adam                                    | Historismus             | Hotel Imperial | Palais Herzog Philipp von Württemberg   |
| Hohenberg                              | 3., Reisnerstraße 55–57 48° 12′ 58″ N, 16° 21′ 58″ O                              | 1873      | Wilhelm Fraenkel                                                    | Historismus             | Norwegische Botschaft | Palais Hohenberg                        |
| Hohenlohe                              | 4., Theresianumgasse 33 48° 11′ 28″ N, 16° 22′ 20″ O                              | 1832      | Anton Grünn                                                         | Historismus             | | Palais Hohenlohe                        |
| Hohenlohe-Bartenstein                  | 4., Schönburgstraße 8–10 48° 11′ 22″ N, 16° 22′ 2″ O                              | 1880      | Viktor Rumpelmayer                                                  | Historismus             | Belgische Botschaft | Palais Hohenlohe-Bartenstein            |
| Hoyos                                  | 3., Rennweg 3 48° 11′ 53″ N, 16° 22′ 42″ O                                        | 1890      | Otto Wagner                                                         | Historismus-Jugendstil  | Botschaft Kroatiens | Palais Hoyos                            |
| Hoyos-Sprinzenstein                    | 4., Hoyosgasse 5–7 48° 11′ 53″ N, 16° 22′ 23″ O                                   | 1899      | Amand Louis Bauqué und Albert Emilio Pio                            | Historismus             | | Palais Hoyos-Sprinzenstein              |
| Isbary                                 | 4., Schmöllerlgasse 5 48° 11′ 34″ N, 16° 22′ 35″ O                                | 1901      | Karl Mayreder                                                       | Historismus             | | Palais Isbary                           |
| Kaiserstein                            | 1., Weihburggasse 22 48° 12′ 20″ N, 16° 22′ 31″ O                                 | 1668      | unbekannt                                                           | Klassizismus            | | Palais Kaiserstein                      |
| Khevenhüller-Metsch                    | 9., Türkenstraße 19 48° 13′ 4″ N, 16° 21′ 48″ O                                   | 1858      | Johann Romano und August Schwendenwein                              | Historismus             | | Palais Khevenhüller-Metsch              |
| Klein                                  | 1., Dr.-Karl-Lueger-Platz 2 48° 12′ 26″ N, 16° 22′ 46″ O                          | 1867      | Carl Tietz                                                          | Historismus             | | Palais Klein                            |
| Königswarter                           | 1., Kärntner Ring 4 48° 12′ 7″ N, 16° 22′ 13″ O                                   | 1873      | Johann Romano und August Schwendenwein                              | Historismus             | | Palais Königswarter                     |
| Kranz (Argentinierstraße)              | 4., Argentinierstraße 25–27 48° 11′ 42″ N, 16° 22′ 24″ O                          | 1880      | Gustav Korompay                                                     | Historismus             | Handelsvertretung der Russischen Föderation | Palais Kranz                            |
| Kranz (Liechtensteinstraße)            | 9., Liechtensteinstraße 53–55 48° 13′ 22″ N, 16° 21′ 29″ O                        | 1874      | Ignaz Drapal                                                        | Historismus             | | Palais Kranz                            |
| Kuffner                                | 16., Ottakringer Straße 118 48° 12′ 49″ N, 16° 19′ 23″ O                          | 1893      | Franz von Neumann                                                   | Historismus             | | Palais Kuffner                          |
| Palais Lamberg                         | 1., Wallnerstraße 3 48° 12′ 33″ N, 16° 22′ 0″ O                                   | 1675      | unbekannt                                                           | Barock                  | Auch bekannt als Palais Lamberg-Sprinzenstein | Palais Lamberg-Sprinzenstein            |
| Landau (Elisabethstraße)               | 1., Elisabethstraße 22 48° 12′ 10″ N, 16° 21′ 50″ O                               | 1870      | Carl Schumann                                                       | Historismus             | | Palais Landau                           |
| Landau (Prinz-Eugen-Straße)            | 4., Prinz-Eugen-Straße 60 48° 11′ 27″ N, 16° 22′ 47″ O                            | 1901      | Karl König                                                          | Historismus             | Rumänische Botschaft | Palais Landau                           |
| Lanna                                  | 4., Argentinierstraße 20 48° 11′ 46″ N, 16° 22′ 21″ O                             | 1865      | Ernst Gotthilf                                                      | Historismus             | | Palais Lanna                            |
| Larisch-Mönnich                        | 1., Johannesgasse 26 48° 12′ 9″ N, 16° 22′ 40″ O                                  | 1868      | August Sicard von Sicardsburg und Eduard van der Nüll               | Historismus             | Irakische Botschaft | Palais Larisch-Mönnich                  |
| Leitenberger                           | 1., Parkring 16 48° 12′ 15″ N, 16° 22′ 37″ O                                      | 1873      | Ludwig Zettl                                                        | Historismus             | | Palais Leitenberg                       |
| Léon                                   | 1., Schottenring 17 48° 12′ 58″ N, 16° 21′ 58″ O                                  | 1873      | Heinrich von Ferstel                                                | Historismus             | Sitz der Donau-Allgemeinen-Versicherungs-AG | Palais Léon                             |
| Lieben-Auspitz                         | 48° 12′ 42″ N, 16° 21′ 41″ O                                                      | 1872      | Carl Schumann und Ludwig Tischler                                   | Historismus             | Café Landtmann | Palais Lieben-Auspitz                   |
| Liechtenstein (Gartenpalais)           | 9., Fürstengasse 1 48° 13′ 21″ N, 16° 21′ 34″ O                                   | 1694      | Domenico Egidio Rossi und Domenico Martinelli                       | Barock                  | Von 2004 bis 2012 als Liechtenstein-Museum betrieben. | Palais Liechtenstein                    |
| Liechtenstein (Stadtpalais)            | 1., Bankgasse 9 48° 12′ 36″ N, 16° 21′ 45″ O                                      | 1711      | Domenico Martinelli                                                 | Barock                  | Umbau zwecks Aufnahme von Kunstwerken der Liechtensteinischen Sammlungen, Eröffnung 2013 angekündigt | Palais Liechtenstein                    |
| Linzer                                 | 4., Prinz-Eugen-Straße 6                                                          | 1882      | Gustav Schlierholz                                                  | Historismus             | | Palais Linzer-Prinz                     |
| Lützow                                 | 1., Bösendorferstraße 13 48° 12′ 4″ N, 16° 22′ 20″ O                              | 1872      | Karl von Hasenauer                                                  | Historismus             | | Palais Lützow                           |
| Mayr                                   | 1., Elisabethstraße 18 48° 12′ 10″ N, 16° 21′ 54″ O                               | 1862      | Johann Romano und August Schwendenwein                              | Historismus             | | Palais Mayr                             |
| Metternich                             | 3., Rennweg 27 48° 11′ 46″ N, 16° 22′ 58″ O                                       | 1848      | Johann Romano und August Schwendenwein                              | Historismus             | Italienische Botschaft | Palais Metternich                       |
| Modena                                 | 1., Herrengasse 7 48° 12′ 33″ N, 16° 21′ 57″ O                                    | 1678      | unbekannt                                                           | Renaissance             | Bundesministerium für Inneres | Palais Modena                           |
| Mollard-Clary                          | 1., Herrengasse 9 48° 12′ 34″ N, 16° 21′ 55″ O                                    | 1563      | Domenico Martinelli                                                 | Barock                  | Globenmuseum und Esperantomuseum der Österreichischen Nationalbibliothek | Palais Mollard-Clary                    |
| Montenuovo (Löwelstraße)               | 1., Löwelstraße 6 48° 12′ 33″ N, 16° 21′ 46″ O                                    | 1829      | Alois Pichl                                                         | Klassizismus            | | Palais Montenuovo                       |
| Montenuovo (Strauchgasse)              | 1., Strauchgasse 1–3                                                              | 1852      | Josef Winder                                                        | Historismus             | | Palais Montenuovo                       |
| Müller                                 | 4., Brahmsplatz 3                                                                 | 1900      | Rudolf Dick                                                         | Historismus             | | Palais Müller                           |
| Nassau                                 | 3., Reisnerstraße 47 48° 11′ 51″ N, 16° 23′ 3″ O                                  | 1872      | Alois Maria Wurm-Arnkreuz                                           | Historismus             | Russische Botschaft | Palais Nassau                           |
| Niederösterreich                       | 1., Herrengasse 13 48° 12′ 36″ N, 16° 21′ 53″ O                                   | 1522      | Leonhard Kornteuer                                                  | Gotik                   | Das historische Landhaus, nie Palais gewesen, bis 1996 jahrhundertelang Sitz von Landtag und Landesregierung Niederösterreichs | Palais Niederösterreich7                |
| Neue Favorita                          | 4., Favoritenstraße 15 48° 11′ 35″ N, 16° 22′ 16″ O                               | 1615      | unbekannt                                                           | Barock                  | Theresianum und Diplomatische Akademie Wien | Neue Favorita                           |
| Neupauer-Breuner                       | 1., Singerstraße 16 48° 12′ 26″ N, 16° 22′ 26″ O                                  | 1716      | unbekannt                                                           | Barock                  | | Palais Nimptsch                         |
| Nimptsch                               | 1., Bäckerstraße 10 48° 12′ 33″ N, 16° 22′ 34″ O                                  | 1639      | unbekannt                                                           | Renaissance             | | Palais Nimptsch                         |
| Obentraut                              | 1., Friedrich-Schmidt-Platz 8–9 48° 12′ 43″ N, 16° 21′ 22″ O                      | 1883      | Ladislaus Boguslawski                                               | Historismus             | | Palais Obentraut                        |
| Obizzi                                 | 1., Schulhof 2 48° 12′ 39″ N, 16° 22′ 8″ O                                        | 1690      | unbekannt                                                           | Barock                  | Uhrenmuseum der Stadt Wien | Palais Obizzi                           |
| Odescalchi                             | 9., Berggasse 3 48° 13′ 3″ N, 16° 21′ 35″ O                                       | 1825      | Alois Ignaz Göll                                                    | Biedermeier             | | Palais Odescalchi                       |
| Ofenheim                               | 1., Schwarzenbergplatz 15 48° 12′ 1″ N, 16° 22′ 28″ O                             | 1868      | Johann Romano und August Schwendenwein                              | Historismus             | | Palais Ofenheim                         |
| Pálffy (Josefsplatz)                   | 1., Josefsplatz 6 48° 12′ 22″ N, 16° 22′ 3″ O                                     | 1575      | unbekannt                                                           | Renaissance             | Verein „Österreich-Haus“ | Palais Palffy                           |
| Pálffy (Wallnerstraße)                 | 1., Wallnerstraße 6 48° 12′ 36″ N, 16° 21′ 59″ O                                  | 1813      | Charles de Moreau                                                   | Klassizismus            | | Palais Palffy                           |
| Pallavicini                            | 1., Josefsplatz 5 48° 12′ 24″ N, 16° 22′ 2″ O                                     | 1784      | Johann Ferdinand Hetzendorf von Hohenberg                           | Klassizismus            | | Palais Pallavicini                      |
| Pereira                                | 1., Weihburggasse 4 48° 12′ 25″ N, 16° 22′ 21″ O                                  | 1842      | Ludwig Förster                                                      | Klassizismus            | | Palais Pereira                          |
| Pergen                                 | 1., Wollzeile 7 48° 12′ 33″ N, 16° 22′ 29″ O                                      | 1696      | Christian Alexander Oedtl                                           | Barock                  | | Palais Pergen                           |
| Porcia                                 | 1., Herrengasse 23 48° 12′ 41″ N, 16° 21′ 50″ O                                   | 1546      | unbekannt                                                           | Renaissance             | Administrative Bibliothek des Bundeskanzleramtes | Palais Porcia                           |
| Prinz Eugen (Stadt- oder Winterpalais) | 1., Himmelpfortgasse 8 48° 12′ 20″ N, 16° 22′ 22″ O                               | 1697      | Johann Bernhard Fischer von Erlach                                  | Barock                  | Bundesministerium für Finanzen | Palais Prinz Eugen                      |
| Probst                                 | 4., Theresianumgasse 23                                                           | 1892      | Karl König                                                          | Historismus             | | Palais Probst                           |
| Questenberg-Kaunitz                    | 1., Johannesgasse 5 48° 12′ 18″ N, 16° 22′ 19″ O                                  | 1693      | Christian Alexander Oedtl und Georg Pawanger                        | Barock                  | Bundesministerium für Finanzen | Palais Questenberg-Kaunitz              |
| Rasumofsky                             | 3., Rasumofskygasse 23–25 48° 12′ 15″ N, 16° 23′ 33″ O                            | 1807      | Louis Montoyer                                                      | Klassizismus            | | Palais Rasumofsky                       |
| Redlich                                | 3., Jaurèsgasse 3                                                                 | 1900      | Karl König                                                          | Historismus             | | Palais Redlich                          |
| Rohan                                  | 2., Praterstraße 38 48° 12′ 54″ N, 16° 23′ 7″ O                                   | 1864      | Franz Fröhlich                                                      | Historismus             | | Palais Rohan                            |
| Rothschild (Renngasse)                 | 1., Renngasse 3 48° 12′ 44″ N, 16° 22′ 0″ O                                       | 1847      | Ludwig Förster                                                      | Historismus             | | Palais Rothschild                       |
| Rothschild (Prinz Eugen Straße)        | 4., Prinz-Eugen-Straße 26 48° 11′ 39″ N, 16° 22′ 38″ O                            | 1894      | Büro Fellner & Helmer                                               | Historismus             | Brasilianische Botschaft | Palais Rothschild                       |
| Nathaniel Rothschild                   | 4., Plösslgasse 8 48° 11′ 33″ N, 16° 22′ 32″ O                                    | 1878      | Viktor Rumpelmayer                                                  | Historismus             | | Palais Nathaniel Rothschild             |
| Rottal                                 | 1., Singerstraße 17 48° 12′ 25″ N, 16° 22′ 30″ O                                  | 1752      | Franz Anton Pilgram                                                 | Barock                  | Sitz der Volksanwaltschaft und der Finanzprokuratur | Palais Rottal                           |
| Salm (Mentergasse)                     | 7., Mentergasse 11 48° 12′ 26″ N, 16° 20′ 31″ O                                   | 1879      | Johann Theiss                                                       | Historismus             | Das Gebäude wurde 1912 von der Familie Salm-Reifferscheidt zu einem Wohnpalais im Stile von Ludwig XVI. umgestaltet. Von Erich Altgraf Salm-Reifferscheidt (1868–1945), der durch die Inflation den größten Teil seines Vermögens verloren hatte, kam das Palais 1935 in einer bankseitig durchgesetzten Versteigerung an die Bieterin Dorothea Fuchs. | Palais Salm                             |
| Salm (Salmgasse)                       | 3., Salmgasse 2 48° 12′ 18″ N, 16° 23′ 32″ O                                      | 1828–1832 | Alois Ignaz Göll                                                    | Klassizismus            | Für Leonhard Waller und Wenzel Emanuel Brandler von Brandenstein erbaut, später ehemaliger Wohnort des Verlegers Max Herzig. | Palais Salm                             |
| Scanavy                                | 4., Brahmsplatz 6–8                                                               | 1899      | unbekannt                                                           | Historismus             | | Palais Scanavy                          |
| Schenk                                 | 4., Argentinierstraße/Theresianumgasse 48° 11′ 30″ N, 16° 22′ 29″ O               | 1890      | Büro Fellner & Helmer                                               | Historismus             | Spanische Botschaft | Palais Schenk                           |
| Schey von Koromla                      | 1., Goethegasse/Opernring 48° 12′ 13″ N, 16° 22′ 0″ O                             | 1864      | Johann Romano und August Schwendenwein                              | Historismus             | | Palais Schey von Koromla                |
| Schlesinger–Ferstel                    | 3., Reisnerstraße 51                                                              | 1873      | Wilhelm Fraenkel                                                    | Historismus             | Finnische Botschaft | Palais Schlesinger Ferst                |
| Schlick                                | 9., Türkenstraße 25 48° 13′ 5″ N, 16° 21′ 52″ O                                   | 1858      | Carl Tietz                                                          | Historismus             | | Palais Schlick                          |
| Schönborn                              | 8., Langegasse/Laudongasse 48° 12′ 47″ N, 16° 21′ 0″ O                            | 1711      | Johann Lucas von Hildebrandt                                        | Klassizismus            | Volkskundemuseum | Palais Schönborn                        |
| Schönburg                              | 4., Rainergasse 11 48° 11′ 19″ N, 16° 22′ 11″ O                                   | 1706      | Johann Lucas von Hildebrandt                                        | Barock                  | | Palais Schönburg                        |
| Schwarz                                | 4., Plösslgasse 9                                                                 | 1887      | unbekannt                                                           | Historismus             | | Palais Schwarz                          |
| Schwarzenberg                          | 3., Schwarzenbergplatz 9 48° 11′ 49″ N, 16° 22′ 36″ O                             | 1704      | Johann Lucas von Hildebrandt                                        | Barock                  | | Palais Schwarzenberg                    |
| Seitern                                | 1., Bäckerstraße 8 48° 12′ 33″ N, 16° 22′ 33″ O                                   | 1722      | unbekannt                                                           | Barock                  | | Palais Seitern                          |
| Seybel                                 | 3., Reisnerstraße 50 48° 11′ 48″ N, 16° 23′ 1″ O                                  | 1889      | Büro Fellner & Helmer                                               | Historismus             | | Palais Seybel                           |
| Sigray St. Marsan                      | 3., Jaurèsgasse/Reisnerstraße 48° 11′ 50″ N, 16° 23′ 3″ O                         | 1872      | Viktor Rumpelmayer                                                  | Historismus             | Iranische Botschaft | Palais Sigry St. Marsan                 |
| Starhemberg (Dorotheergasse)           | 1., Dorotheergasse 9 48° 12′ 26″ N, 16° 22′ 8″ O                                  | 1640      | unbekannt                                                           | Barock                  | | Palais Starhemberg                      |
| Starhemberg am Minoritenplatz          | 1., Minoritenplatz 5 48° 12′ 36″ N, 16° 21′ 47″ O                                 | 1667      | unbekannt                                                           | Barock                  | Bundesministerium für Bildung, Wissenschaft und Kultur | Palais Starhemberg                      |
| Sternberg                              | 3., Ungargasse 43 48° 12′ 0″ N, 16° 23′ 16″ O                                     | 1820      | Charles von Moreau                                                  | Barock                  | Italienisches Kulturinstitut | Palais Sternberg                        |
| Strattmann                             | 1., Bankgasse 4–6                                                                 | 1694      | Johann Bernhard Fischer von Erlach                                  | Rokoko                  | Ungarische Botschaft | Palais Strattmann                       |
| Strozzi                                | 8., Josefstädter Straße 39 48° 12′ 33″ N, 16° 20′ 53″ O                           | 1699      | Johann Lucas von Hildebrandt                                        | Barock                  | Institut für Höhere Studien | Palais Strozzi                          |
| Sturany                                | 1., Schottenring 21 48° 12′ 59″ N, 16° 22′ 2″ O                                   | 1880      | Ferdinand Fellner d. J. und Hermann Helmer                          | Neobarock               | | Palais Sturany                          |
| Sylva-Tarouca                          | 3., Salmgasse 4 48° 12′ 17″ N, 16° 23′ 30″ O                                      | 18. Jh.   | unbekannt                                                           | Klassizismus            | Neubau des Ostflügels im Jahr 1882 durch Eugen Sehnal | Palais Sylva-Tarucca                    |
| Szechenyi                              | 1., Spiegelgasse 6                                                                | 1897      | Viktor Siedek                                                       | Historismus             | | Palais Szechenyi                        |
| Thurn-Valsassina                       | 4., Rainergasse 22                                                                | 18. Jh.   | unbekannt                                                           | Historismus             | | Palais Thurn-Valsassina                 |
| Todesco                                | 1., Kärntner Straße 51 48° 12′ 11″ N, 16° 22′ 12″ O                               | 1863      | Ludwig Förster                                                      | Historismus             | | Palais Todesco                          |
| Trautson                               | 7., Museumstraße 7 48° 12′ 21″ N, 16° 21′ 19″ O                                   | 1712      | Johann Bernhard Fischer von Erlach                                  | Barock                  | Bundesministerium für Justiz | Palais Trautson                         |
| Trauttmansdorff                        | 1., Herrengasse 21 48° 12′ 40″ N, 16° 21′ 53″ O                                   | 1639      | unbekannt                                                           | Klassizistischer Barock | | Palais Trauttmansdorff                  |
| Vrints zu Falkenstein                  | 4., Argentinierstraße 14 Lage                                                     | 1886      | Ludwig Richter                                                      | Historismus             | Griechische Botschaft | Palais Vrints zu Falkenstein            |
| Wasa                                   | 9., Wasagasse 12                                                                  | 1860      | Peter Hofbauer                                                      | Historismus             | | Palais Wasa                             |
| Wasserburger                           | 4., Schwindgasse 8                                                                | 1880      | Paul Wasserburger                                                   | Historismus             | Bulgarische Botschaft | Palais Wasserburg                       |
| Wehli                                  | 1., Elisabethstraße 5                                                             | 1870      | Ludwig Zettl                                                        | Historismus             | | Palais Wehli                            |
| Wiener von Welten                      | 1., Schwarzenbergplatz 2 48° 12′ 4″ N, 16° 22′ 31″ O                              | 1869      | Johann Romano und August Schwendenwein                              | Historismus             | | Palais Wiener von Welten                |
| Wertheim                               | 1., Schwarzenbergplatz 17 48° 12′ 4″ N, 16° 22′ 26″ O                             | 1868      | Heinrich von Ferstel                                                | Historismus             | | Palais Wertheim                         |
| Wessely                                | 4., Argentinierstraße 23                                                          | 1891      | Büro Fellner & Helmer                                               | Historismus             | | Palais Wessely                          |
| Wickenburg                             | 1., Gonzagagasse 1 48° 12′ 47″ N, 16° 22′ 26″ O                                   | 1862      | Wilhelm Grohs und Anton Baumgarten                                  | Historismus             | | Palais Wickenburg                       |
| Wimpffen (Türkenstraße)                | 9., Türkenstraße 15                                                               | 1856      | Johann Romano und August Schwendenwein                              | Historismus             | | Palais Wimpffen                         |
| Windisch-Graetz (Renngasse)            | 1., Renngasse 12 48° 12′ 46″ N, 16° 22′ 3″ O                                      | 1702      | Christian Alexander Oedtl                                           | Barock                  | | Palais Windisch-Graetz                  |
| Windisch-Graetz (Strohgasse)           | 3., Strohgasse 21 48° 11′ 53″ N, 16° 22′ 58″ O                                    | 1875      | Franz Jakob Kreuter                                                 | Historismus             | | Palais Windischgrätz                    |
| Württemberg (Strudlhofgasse)           | 9., Strudlhofgasse 10                                                             | 1874      | Ferdinand Fellner                                                   | Historismus             | Hotel & Palais Strudlhof | Palais Württemberg                      |
| Zichy                                  | 14., Beckmanngasse 10 48° 11′ 28″ N, 16° 18′ 43″ O                                | 1840      | unbekannt                                                           | Klassizismus            | Botschaft der Volksrepublik Korea | Palais Zichy                            |

## Abgerissene Palais
| Name                            | Bezirk und Adresse                         | Abbruchjahr         | Architekt                                  | Stil         | Anmerkung                                                                                | Bild                                      |
| ------------------------------- | ------------------------------------------ | ------------------- | ------------------------------------------ | ------------ | ---------------------------------------------------------------------------------------- | ----------------------------------------- |
| Abensperg-Traun (Herrengasse)   | 1., Herrengasse 14                         | 1855                | unbekannt                                  | Barock       |                                                                                          | Palais Abensperg-Traun (Herrengasse)      |
| Abensperg-Traun (Rennweg)       | 3., Rennweg/Salesianergasse                | 1910                |                                            |              |                                                                                          |                                           |
| Albrecht                        | 1., Dr.-Ignaz-Seipel-Platz 3               | 1903                |                                            |              |                                                                                          | Palais Albrecht-Stich von Salomon Kleiner |
| Althan                          | 3., Ungargasse 63–67                       | 1842                | Joseph Emanuel Fischer von Erlach          | Barock       |                                                                                          | Palais Althan-Stich von Salomon Kleiner   |
| Althan–Pouthon                  | 9., Althanplatz                            | 1869                | Joseph Emanuel Fischer von Erlach          | Barock       |                                                                                          | Palais Althan-Pouthon                     |
| Arenberg                        | 3., Landstraßer Hauptstraße 96             | 1958                |                                            |              |                                                                                          | Palais Arenberg                           |
| Arnstein                        | 1., Hoher Markt 1                          | 1952                |                                            |              |                                                                                          |                                           |
| Brenner                         | 9., Währinger Straße/Schwarzspanierstraße  | 1886                |                                            |              |                                                                                          | Palais Brenner                            |
| Czernin-Althan                  | 4., Rainergasse/Mayerhofgasse              | nach 1945           | unbekannt                                  | Barock       |                                                                                          | Palais Czernin-Althan                     |
| Czernin (Czerninplatz)          | 2., Czerninplatz 4–5                       |                     |                                            |              |                                                                                          |                                           |
| Deym                            | 1., Rotenturmstraße/Schwedenplatz          | 1889                |                                            |              |                                                                                          |                                           |
| Dietrichstein-Pranddau          | 3., Rennweg 31–33                          |                     |                                            |              |                                                                                          |                                           |
| Engelskirchner-Erzherzog Rainer | 4., Wiedner Hauptstraße 63                 | 1958                |                                            |              | 1832: Erstes mit Gas beleuchtetes Privathaus im Besitz von Johann Heinrich von Geymüller | Palais Engelskirchner-Erzherzog Rainer    |
| Erdödy                          | 1., Walfischgasse/Krugerstraße             | 1953                |                                            |              |                                                                                          |                                           |
| Esterházy (Riemergasse)         | 1., Riemergasse 8                          | 1903                |                                            |              |                                                                                          |                                           |
| Harrach (Ungargasse)            | 3., Ungargasse 69                          | 1968                | Johann Lucas von Hildebrandt               | Barock       |                                                                                          | Palais Harrach                            |
| Hartenberg-Bechard              | 3., Kolonitzplatz                          | 1865                |                                            |              |                                                                                          |                                           |
| Herberstein (Wipplingerstraße)  | 1., Wipplingerstraße 12                    | 1901                |                                            |              |                                                                                          |                                           |
| Hockge                          | 8., Strozzigrund                           |                     |                                            |              |                                                                                          | Palais Hockge                             |
| Hoyos                           | 1., Kärntner Ring 5                        |                     |                                            | Historismus  |                                                                                          |                                           |
| Huldenberg                      | 14., Mühlbergstraße 7–9                    | 1972                | Johann Bernhard Fischer von Erlach         | Barock       |                                                                                          | Palais Huldenberg                         |
| Kaiserstein                     | 1., Bräunerstraße 9                        | 1910                |                                            |              |                                                                                          |                                           |
| Albrechtsburg-Kaunitz-Esterházy | 6., Gumpendorfer Straße / Amerlingstraße   | 1970                | Johann Bernhard Fischer von Erlach         | Barock       |                                                                                          |                                           |
| Kolowrat-Liebsteinsky           | 1., Schwarzenbergstraße/Seilerstätte       | 1868                |                                            |              |                                                                                          |                                           |
| Königseck                       | 6., Gumpendorfer Straße/Esterházygasse     | 1886                |                                            |              |                                                                                          |                                           |
| Lanckoroński                    | 3., Jacquingasse 18                        | vor 1960            | Ferdinand Fellner d. J. und Hermann Helmer | Historismus  |                                                                                          | Palais Lanckoroński                       |
| Liechtenstein (Herrengasse)     | 1., Herrengasse 6–8                        | 1913                |                                            |              |                                                                                          | Palais Liechtenstein (Herrengasse)        |
| Lubomirski                      | 1., Mölker Bastei 4                        | 1870                |                                            |              |                                                                                          | Palais Lubomirski                         |
| Max von Hannover                | 3., Invalidenstraße                        |                     |                                            |              |                                                                                          |                                           |
| Mesmer                          | 3., Rasumofskygasse 29                     | 1919                |                                            | Barock       |                                                                                          | Palais Mesmer                             |
| Metternich-Sandor               | 3., Fasangasse 26                          |                     |                                            |              |                                                                                          |                                           |
| Miller-Aichholz                 | 4., Prinz-Eugen-Straße/Heugasse            | 1961                | Andreas Streit                             | Historismus  |                                                                                          |                                           |
| Modena-Este                     | 3., Beatrixgasse 29                        | 1917                | Alois Pichl                                | Klassizismus |                                                                                          | Palais Modena                             |
| Montecuccoli                    | 2., Große Stadtgutgasse 19–25              |                     |                                            | Barock       |                                                                                          |                                           |
| Oekkl                           | 3., Rennweg 1                              |                     |                                            | Barock       |                                                                                          |                                           |
| Paar                            | 1., Wollzeile 30                           | 1938                |                                            |              |                                                                                          | Palais Paar                               |
| Pollack-Parnau                  | 3., Schwarzenbergplatz 5                   | nach 1945, vor 1958 | Ernst Gotthilf                             | Historismus  |                                                                                          |                                           |
| Rabutin                         | 1., Wollzeile 1                            | 1846                |                                            | Barock       |                                                                                          | Palais Rabutin                            |
| Reitter                         | 3., Beatrixgasse 27                        | 1917                |                                            | Barock       |                                                                                          | Palais Reitter                            |
| Albert Rothschild               | 4., Prinz-Eugen-Straße 26, Plösslgasse 5–7 | 1954                | Gabriel-Hippolyte Destailleur              | Historismus  |                                                                                          |                                           |
| Nathaniel Rothschild            | 4., Theresianumgasse 16–18                 | vor 1951            | Jean Girette                               |              |                                                                                          |                                           |
| Salm-Vetsera                    | 3., Salesianergasse 11                     | um 1916             |                                            | Barock       |                                                                                          | Palais Salm-Vetsera                       |
| Schauenstein                    | 4., Schönburgstraße 11                     |                     |                                            |              |                                                                                          |                                           |
| Schlick-Eckardt                 | 8., Laudongasse 20–24                      | 1782                | Johann Bernhard Fischer von Erlach         | Barock       |                                                                                          |                                           |
| Schnapper-Weisweiler            | 3., Salesianergasse 3a                     | 1973                | Ferdinand Fellner d. J. und Hermann Helmer |              |                                                                                          |                                           |
| Schwarzenberg (Neuer Markt)     | 1., Neuer Markt 8                          | nach 1860           | Joseph Emanuel Fischer von Erlach          | Barock       |                                                                                          | Palais Schwarzenberg (Neuer Markt)        |
| Selb                            | 1., Graben Ecke Bräunerstraße              | 1873                |                                            |              |                                                                                          | Palais Selb                               |
| Sina                            | 1., Hoher Markt 8                          | nach 1948           | Theophil Hansen                            | Historismus  |                                                                                          | Palais Sina                               |
| Toskana                         | 4., Argentinierstraße 29                   | 1946                |                                            | Historismus  |                                                                                          | Palais Sina                               |
| Trautson                        | 1., Habsburggasse 9                        | 1900                |                                            |              |                                                                                          |                                           |
| Triangi                         | 1., Wipplingerstraße 21                    | 1899                |                                            | Barock       |                                                                                          | Palais Triangi                            |
| Widter                          | 3., Landstraßer Hauptstraße 19             | 1911                |                                            |              |                                                                                          |                                           |
| Wimpffen (Hoher Markt)          | 1., Hoher Markt 12                         |                     |                                            |              |                                                                                          |                                           |
| Palais Pranter-Wittgenstein     | 4., Argentinierstraße 16                   | 1950er Jahre        | Friedrich Schachner                        | Historismus  |                                                                                          |                                           |